# Кремпниця
Кремпниця (пол. Krępnica, нім. Kromnitz) — село в Польщі, у гміні Болеславець Болеславецького повіту Нижньосілезького воєводства.
Населення — 225 осіб (2011).
У 1975-1998 роках село належало до Єленьоґурського воєводства.

## Демографія
Демографічна структура станом на 31 березня 2011 року:
|          | Загалом | Допрацездатний вік | Працездатний вік | Постпрацездатний вік |
| -------- | ------- | ------------------ | ---------------- | -------------------- |
| Чоловіки | 116     | 25                 | 85               | 6                    |
| Жінки    | 109     | 26                 | 69               | 14                   |
| Разом    | 225     | 51                 | 154              | 20                   |